# Thierry Geffrotin
Thierry Geffrotin, né le 27 septembre 1956 à Caen, est journaliste, musicien et écrivain.

## Biographie

### Études et début de carrière
Titulaire d’une maîtrise de droit public, Thierry Geffrotin découvre le journalisme, alors qu'il est étudiant en troisième cycle de droit (travaux sur le Parti québécois et la souveraineté-association dans le cadre d'un DEA). A la fin des années 70, il est critique et reporteur musical pour un hebdomadaire à Caen. 
Il travaille ensuite comme pigiste à FR3, Paris Normandie, Associated Press, et il entre à Radio France, à Laval.

### 1982-1997: Radio France
À partir de 1982 et pendant 15 ans, il multiplie les expériences au sein de la radio publique, en occupant différents postes de journaliste et d'encadrement, notamment de directeur de radio locale, à Châteauroux et à Caen.
En 1983, Thierry Geffrotin produit et présente deux émissions sur la musique baroque sur France Musique et à cette occasion donne la parole pour la première fois en France au claveciniste et organiste hollandais Gustav Leonhardt. 
En 1987, il rejoint France Info comme présentateur et l'année suivante France Inter où il présente la revue de presse. 
Durant les années 1993/1994, à la tête de l'antenne caennaise de Radio France, il collecte la mémoire des populations civiles en Normandie à l'occasion du 50e anniversaire du 6 juin 1944. Ce travail fait l'objet d'émissions radiophoniques et d'un CD hors commerce. L'intégralité des témoignages est déposée aux Archives Départementales du Calvados. À la même époque, au cours d'un voyage à Montréal, il exhume des archives de Radio-Canada des reportages réalisés par le correspondant de guerre, Marcel Ouimet. Cette redécouverte est l'occasion de mettre en lumière le travail de ce journaliste canadien qui a suivi les troupes canadiennes et américaines des plages de Normandie jusqu'à Berlin .
Il est l'auteur d'une série radiophonique sur Sacha Guitry réalisée en 1997 (diffusée sur plusieurs radios du groupe Radio France).

### 1997- 2021: Europe 1
En 1997, il est nommé rédacteur en chef à Europe 1. 
En 2007, il devient chef du service culture d'Europe 1.
Pendant 17 années, de 2003 à 2020, il propose aux auditeurs d'Europe 1 une chronique hebdomadaire de musique classique. .
Son goût pour l'histoire d'Europe 1 et pour les archives de la station l'amène à présenter régulièrement des émissions et des rendez-vous, comme Le Refrain de l'actu durant deux saisons radiophoniques (2016 à 2018). A cette fin, il utilise les ressources sonores de la radio, notamment à l'occasion des 50 ans de Mai 68 et des 30 ans de la coupe du monde de football 1998. 
Il a été chroniqueur régulier de l'émission de radio Les Pieds dans le plat, lors de la première saison, en 2013-2014, présent neuf fois.
Durant l'été 2018, il présente une émission quotidienne (17h/18h) du lundi au vendredi, sur le thème des humeurs, mêlant récits, anecdotes, extraits de films et archives.
Thierry Geffrotin a quitté Europe1 le 31 août 2021.

### Publications
- Mozart en tournée(2023)  chez Erick Bonnier Editions[4].
- Mozart pour les Nuls (2013) aux éditions First[5].
- Les 100 mots de la musique classique[6] (2011) dans la collection Que sais-je ? édité aux PUF
- Un point d'orgue et c'est tout,(2019)  recueil de nouvelles sur la musique, édité par l'Association des Amis d'Alphonse Allais. Ce livre a été récompensé par le prix spécial du jury 2019 du festival "Littér'Halles" de Decize [7].
- Portraits et dossiers pour le site de la SACEM[8]

### Autres activités: récitant, musicien, chanteur et conférencier
- Cycle de 10 conférences sur le thème "Musique et Liberté" au Mémorial de Caen (2022/2023).
- Cycle de 10 conférences sur le thème "Chanter sous l'Occupation" et "Chanter à la Libération" au Mémorial de Caen (2024).
- Collaboration pour le site https://www.concertclassic.com/articles/119338 depuis octobre 2021.
- Une histoire de la vie de Mozart, coffret de deux CD édité aux Éditions Eponymes, Une histoire de la vie de Chopin toujours chez le même éditeur, à l'occasion du bicentenaire de la naissance du compositeur polonais et celle de Brahms parue en décembre 2010[9]. Les Éditions Eponymes lui ont confié le soin d'écrire et d'enregistrer une biographie audio de Nelson Mandela qui est parue en juin 2010.
- Co-titulaire de l'orgue de l'église Saint-Pierre de Caen de 1978 à 1988.
- Claveciniste et organiste, il joue de ces deux instruments en concert. Il est également ténor et a été membre de plusieurs ensembles vocaux, notamment la Maîtrise de Caen.
- Auteur et  récitant de « Mozart à Paris en 1778 », spectacle donné avec l’ensemble « La Diane Française » sous la direction de Stéphanie-Marie Degand, le 24 juin 2018 lors d’un concert à la Seine Musicale à Boulogne-Billancourt et dans le cadre du Festival de musique baroque de Pontoise en 2019.
- Le Nohant Festival Chopin l'a invité plusieurs fois en tant que conférencier sur des thèmes aussi différents que "La valse" en 2015 ou « Chopin, de Couperin à Debussy, le toucher délicat en partage » en 2018[10].
- Aux côtés des pianistes Katia et Marielle Labèque, il est le récitant dans Le Carnaval des Animaux de Camille Saint-Saëns, en novembre 2009, lors d'un concert au Théâtre des Champs-Élysées à Paris.
- En 2018, il est le parrain de la 10e édition du festival "Voce Humana" organisé dans le Trégor[11].

## Distinctions
- Officier des Arts et Lettres [12],
- Membre titulaire de l'Académie des Sciences, Arts et Belles Lettres de Caen. Il occupe le fauteuil 36.
- Membre de l'Académie Alphonse Allais depuis juin 2011
- Membre de la Neue Bachgesellschaft.
- Citoyen d'honneur de Nashville aux États-Unis.
- Membre d'honneur de la Confrérie du Sabre d'Or à l'occasion du Grand Chapitre du 17 novembre 2018.[réf. souhaitée]
- Membre de la Confrérie des Chevaliers du Tastevin du Clos Vougeot.